# アナトリ・ナンコフ
アナトリ・ナンコフ（Anatoli Aleksandrov Nankov、1969年7月15日 - ）は、ブルガリアの元サッカー選手。元ブルガリア代表。ポジションはミッドフィールダー。

## 来歴
1992年にブルガリア代表デビュー。1998 FIFAワールドカップのメンバーにも選ばれ、2試合に出場した。ブルガリア代表で17試合に出場した。

## 代表歴

### 出場大会
- ブルガリア代表
  - 1998 FIFAワールドカップ

### 試合数
- 国際Aマッチ 17試合 0得点（1992年-1998年）[1]

| ブルガリア代表 | 国際Aマッチ | 国際Aマッチ |
| 年             | 出場        | 得点        |
| -------------- | ----------- | ----------- |
| 1992           | 1           | 0           |
| 1993           | 3           | 0           |
| 1994           | 0           | 0           |
| 1995           | 1           | 0           |
| 1996           | 3           | 0           |
| 1997           | 4           | 0           |
| 1998           | 5           | 0           |
| 通算           | 17          | 0           |

## タイトル
CSKAソフィア
- ファースト・プロフェッショナル・フットボールリーグ: 1991-92, 1996-97
- ブルガリア・カップ: 1992-93, 1996-97